# Reddingite
La reddingite è un minerale.